# Équipe du Japon féminine de football à la Coupe du monde 2019
L'équipe du Japon féminine de football participe à la Coupe du monde de 2019 organisée en France du 7 juin 2019 au 7 juillet 2019.

## Qualification
Le Japon se qualifie grâce à sa victoire lors de la Coupe d'Asie des nations féminine de football 2018.

## Préparation

### Maillot
Pendant la Coupe du Monde féminine 2019, l'équipe du Japon porte un maillot confectionné par l'équipementier Adidas. Le maillot domicile est bleu avec des lignes verticales bleu foncé et bleu clair en pointillés. Le maillot extérieur est blanc avec des lignes verticales plus foncées au niveau du pectoral gauche. Seul le maillot domicile est utilisé lors de la compétition.

## Joueuses et encadrement technique
La sélection finale est annoncée le 10 mai 2019.

## Compétition
Pour un article plus général, voir Coupe du monde féminine de football 2019.

### Format et tirage au sort
Les 24 équipes qualifiées pour la Coupe du monde sont réparties en quatre chapeaux de six équipes. Lors du tirage au sort, six groupes de quatre équipes sont formés, les quatre équipes de chaque groupe provenant chacune d'un chapeau différent. Celles-ci s'affrontent une fois chacune : à la fin des trois journées, les deux premiers de chaque groupe sont qualifiés pour les huitièmes de finale, ainsi que les quatre meilleurs troisième de groupe.
Le Japon est placé dans le chapeau 2. Celui-ci contient une équipe asiatique (Japon), une équipe sud-américaine (Brésil) au côté de quatre équipes européennes (Norvège, Pays-Bas, Suède et Espagne).
Le tirage donne alors pour adversaires l'Écosse, l'Angleterre et l'Argentine.

### Premier tour - Groupe D
| Rang | Équipe     | Pts | J | G | N | P | Bp | Bc | Diff |
| ---- | ---------- | --- | - | - | - | - | -- | -- | ---- |
| 1    | Angleterre | 9   | 3 | 3 | 0 | 0 | 5  | 1  | +4   |
| 2    | Japon      | 4   | 3 | 1 | 1 | 1 | 2  | 3  | -1   |
| 3    | Argentine  | 2   | 3 | 0 | 2 | 1 | 3  | 4  | -1   |
| 4    | Écosse     | 1   | 3 | 0 | 1 | 2 | 5  | 7  | -2   |

#### Argentine - Japon
| Match 8            | Argentine | 0 - 0   | Japon                                     | Parc des Princes, Paris                                                            |                                                                                    |
| 10 juin 2019 18:00 |           | (0 - 0) |                                           | Spectateurs : 25 055 Arbitrage : Stéphanie Frappart Arbitre vidéo : Clément Turpin | Spectateurs : 25 055 Arbitrage : Stéphanie Frappart Arbitre vidéo : Clément Turpin |
| 10 juin 2019 18:00 |           | Rapport | 38e Shimizu · 45+1e Sugita · 85e Iwabuchi | Spectateurs : 25 055 Arbitrage : Stéphanie Frappart Arbitre vidéo : Clément Turpin | Spectateurs : 25 055 Arbitrage : Stéphanie Frappart Arbitre vidéo : Clément Turpin |

| Argentine | Japon |

| ARGENTINE :     |    |                      |  |     |
|                 |    |                      |  |     |
| Gardien de but  | 1  | Vanina Correa        |  |     |
|                 | 13 | Virginia Gómez       |  |     |
|                 | 2  | Agustina Barroso     |  |     |
|                 | 6  | Aldana Cometti       |  |     |
|                 | 3  | Eliana Stábile       |  |     |
|                 | 16 | Lorena Benítez       |  | 79e |
|                 | 8  | Ruth Bravo           |  | 64e |
|                 | 14 | Miriam Mayorga       |  |     |
|                 | 10 | Estefanía Banini     |  |     |
|                 | 11 | Florencia Bonsegundo |  | 77e |
|                 | 9  | Sole Jaimes          |  |     |
| Remplaçantes :  |    |                      |  |     |
|                 | 5  | Vanesa Santana       |  | 64e |
|                 | 19 | Mariana Larroquette  |  | 77e |
|                 | 17 | Mariela Coronel      |  | 79e |
| Sélectionneur : |    |                      |  |     |
| Carlos Borrello |    |                      |  |     |

| JAPON :          |    |                 |       |     |
|                  |    |                 |       |     |
| Gardien de but   | 18 | Ayaka Yamashita |       |     |
|                  | 22 | Risa Shimizu    | 38e   |     |
|                  | 4  | Saki Kumagai    |       |     |
|                  | 12 | Moeka Minami    |       |     |
|                  | 3  | Aya Sameshima   |       |     |
|                  | 7  | Emi Nakajima    |       | 74e |
|                  | 6  | Hina Sugita     | 45+1e |     |
|                  | 17 | Narumi Miura    |       |     |
|                  | 14 | Yui Hasegawa    |       |     |
|                  | 9  | Yuika Sugasawa  |       | 90e |
|                  | 20 | Kumi Yokoyama   |       | 57e |
| Remplaçantes :   |    |                 |       |     |
|                  | 8  | Mana Iwabuchi   | 85e   | 57e |
|                  | 19 | Jun Endo        |       | 74e |
|                  | 13 | Saori Takarada  |       | 90e |
| Sélectionneuse : |    |                 |       |     |
| Asako Takakura   |    |                 |       |     |

| Assistantes : Manuela Nicolosi Michelle O'Neill Quatrième arbitre : Anna-Marie Keighley Arbitre vidéo : Clément Turpin Assistants arbitre vidéo : Kathryn Nesbitt Carlos del Cerro Grande Femme du Match : Estefanía Banini |

#### Japon - Écosse
| Match 19           | Japon                               | 2 - 1   | Écosse       | Roazhon Park, Rennes                                 |                                                      |
| 14 juin 2019 15:00 | (Endo ) Iwabuchi 23e · Sugasawa 37e | (2 - 0) | 88e Clelland | Spectateurs : 13 201 Arbitrage : Lidya Tafesse Abebe | Spectateurs : 13 201 Arbitrage : Lidya Tafesse Abebe |
| 14 juin 2019 15:00 | Sameshima 3e                        | Rapport | 36e Corsie   | Spectateurs : 13 201 Arbitrage : Lidya Tafesse Abebe | Spectateurs : 13 201 Arbitrage : Lidya Tafesse Abebe |

| Japon | Écosse |

| JAPON :          |    |                  |     |     |
|                  |    |                  |     |     |
| Gardien de but   | 18 | Ayaka Yamashita  |     |     |
|                  | 22 | Risa Shimizu     |     |     |
|                  | 4  | Saki Kumagai     |     |     |
|                  | 5  | Nana Ichise      |     |     |
|                  | 3  | Aya Sameshima    | 19e |     |
|                  | 7  | Emi Nakajima     |     |     |
|                  | 17 | Narumi Miura     |     |     |
|                  | 6  | Hina Sugita      |     |     |
|                  | 19 | Jun Endo         |     | 81e |
|                  | 9  | Yuika Sugasawa   |     |     |
|                  | 8  | Mana Iwabuchi    |     | 66e |
| Remplaçantes :   |    |                  |     |     |
|                  | 11 | Rikako Kobayashi |     | 66e |
|                  | 14 | Yui Hasegawa     |     | 81e |
| Sélectionneuse : |    |                  |     |     |
| Asako Takakura   |    |                  |     |     |

| ÉCOSSE :         |    |                  |     |     |
|                  |    |                  |     |     |
| Gardien de but   | 1  | Lee Alexander    |     |     |
|                  | 2  | Kirsty Smith     |     |     |
|                  | 4  | Rachel Corsie    | 36e |     |
|                  | 5  | Jennifer Beattie |     |     |
|                  | 7  | Hayley Lauder    |     |     |
|                  | 11 | Lisa Evans       |     | 85e |
|                  | 8  | Kim Little       |     |     |
|                  | 9  | Caroline Weir    |     |     |
|                  | 23 | Lizzie Arnot     |     | 60e |
|                  | 13 | Jane Ross        |     | 76e |
|                  | 22 | Erin Cuthbert    |     |     |
| Remplaçantes :   |    |                  |     |     |
|                  | 18 | Claire Emslie    |     | 60e |
|                  | 19 | Lana Clelland    |     | 76e |
|                  | 20 | Fiona Brown      |     | 85e |
| Sélectionneuse : |    |                  |     |     |
| Shelley Kerr     |    |                  |     |     |

| Assistantes : Mary Njoroge Queency Victoire Quatrième arbitre : Gladys Lengwe Cinquième arbitre : Princess Brown Arbitre vidéo : Massimiliano Irrati Assistants arbitre vidéo : Drew Fischer Oleksandra Ardasheva Femme du Match : Mana Iwabuchi |

#### Japon - Angleterre
| Match 31           | Japon   | 0 - 2   | Angleterre                                 | Stade de Nice, Nice                                                                        |                                                                                            |
| 19 juin 2019 21:00 |         | (0 - 1) | 14e White (Stanway ) · 84e White (Carney ) | Spectateurs : 14 319 Arbitrage : Claudia Umpierrez Arbitre vidéo : Carlos del Cerro Grande | Spectateurs : 14 319 Arbitrage : Claudia Umpierrez Arbitre vidéo : Carlos del Cerro Grande |
| 19 juin 2019 21:00 | Rapport |         |                                            | Spectateurs : 14 319 Arbitrage : Claudia Umpierrez Arbitre vidéo : Carlos del Cerro Grande | Spectateurs : 14 319 Arbitrage : Claudia Umpierrez Arbitre vidéo : Carlos del Cerro Grande |

| Japon | Angleterre |

| JAPON :          |    |                  |  |     |
|                  |    |                  |  |     |
| Gardien de but   | 18 | Ayaka Yamashita  |  |     |
|                  | 22 | Risa Shimizu     |  |     |
|                  | 4  | Saki Kumagai     |  |     |
|                  | 5  | Nana Ichise      |  |     |
|                  | 3  | Aya Sameshima    |  |     |
|                  | 11 | Rikako Kobayashi |  | 62e |
|                  | 7  | Emi Nakajima     |  |     |
|                  | 6  | Hina Sugita      |  |     |
|                  | 19 | Jun Endo         |  | 85e |
|                  | 20 | Kumi Yokoyama    |  | 61e |
|                  | 8  | Mana Iwabuchi    |  |     |
| Remplaçantes :   |    |                  |  |     |
|                  | 9  | Yuika Sugasawa   |  | 61e |
|                  | 17 | Narumi Miura     |  | 62e |
|                  | 13 | Saori Takarada   |  | 85e |
| Sélectionneuse : |    |                  |  |     |
| Asako Takakura   |    |                  |  |     |

| ANGLETERRE :    |    |                 |  |     |
|                 |    |                 |  |     |
| Gardien de but  | 1  | Karen Bardsley  |  |     |
|                 | 2  | Lucy Bronze     |  |     |
|                 | 5  | Steph Houghton  |  |     |
|                 | 6  | Millie Bright   |  |     |
|                 | 12 | Demi Stokes     |  |     |
|                 | 8  | Jill Scott      |  |     |
|                 | 4  | Keira Walsh     |  | 72e |
|                 | 19 | Georgia Stanway |  | 74e |
|                 | 17 | Rachel Daly     |  |     |
|                 | 18 | Ellen White     |  |     |
|                 | 11 | Toni Duggan     |  | 83e |
| Remplaçantes :  |    |                 |  |     |
|                 | 16 | Jade Moore      |  | 72e |
|                 | 20 | Karen Carney    |  | 74e |
|                 | 7  | Nikita Parris   |  | 83e |
| Sélectionneur : |    |                 |  |     |
| Phil Neville    |    |                 |  |     |

| Assistantes : Luciana Mascarana Monica Amboya Quatrième arbitre : Maria Carvajal Cinquième arbitre : Queency Victoire Arbitre vidéo : Carlos del Cerro Grande Assistants arbitre vidéo : Leslie Vasquez Jose Maria Sanchez Femme du Match : Ellen White |

### Phase à élimination directe

#### Huitième de finale: Pays-Bas - Japon
| Match 44           | Pays-Bas                                     | 2 - 1   | Japon                    | Roazhon Park, Rennes                            |                                                 |
| 25 juin 2019 21:00 | ( Spitse) Martens 17e · Martens 90+1e (pen.) | (1 - 1) | 43e Hasegawa ( Iwabuchi) | Spectateurs : 21 076 Arbitrage : Melissa Borjas | Spectateurs : 21 076 Arbitrage : Melissa Borjas |
| 25 juin 2019 21:00 |                                              | Rapport | 89e Kumagai              | Spectateurs : 21 076 Arbitrage : Melissa Borjas | Spectateurs : 21 076 Arbitrage : Melissa Borjas |

| Pays-Bas | Japon |

| PAYS-BAS :       |    |                        |  |     |
|                  |    |                        |  |     |
| Gardien de but   | 1  | Sari van Veenendaal    |  |     |
|                  | 2  | Desiree van Lunteren   |  |     |
|                  | 3  | Stefanie van der Gragt |  |     |
|                  | 20 | Dominique Bloodworth   |  |     |
|                  | 4  | Merel van Dongen       |  | 85e |
|                  | 14 | Jackie Groenen         |  |     |
|                  | 10 | Daniëlle van de Donk   |  | 87e |
|                  | 8  | Sherida Spitse         |  |     |
|                  | 7  | Shanice van de Sanden  |  | 68e |
|                  | 9  | Vivianne Miedema       |  |     |
|                  | 11 | Lieke Martens          |  |     |
| Remplaçantes :   |    |                        |  |     |
|                  | 21 | Lineth Beerensteyn     |  | 68e |
|                  | 5  | Kika van Es            |  | 85e |
|                  | 19 | Jill Roord             |  | 87e |
| Sélectionneuse : |    |                        |  |     |
| Sarina Wiegman   |    |                        |  |     |

| JAPON :          |    |                 |     |       |
|                  |    |                 |     |       |
| Gardien de but   | 18 | Ayaka Yamashita |     |       |
|                  | 22 | Risa Shimizu    |     |       |
|                  | 4  | Saki Kumagai    | 89e |       |
|                  | 5  | Nana Ichise     |     |       |
|                  | 3  | Aya Sameshima   |     |       |
|                  | 7  | Emi Nakajima    |     | 72e   |
|                  | 17 | Narumi Miura    |     |       |
|                  | 6  | Hina Sugita     |     |       |
|                  | 14 | Yui Hasegawa    |     |       |
|                  | 9  | Yuika Sugasawa  |     |       |
|                  | 8  | Mana Iwabuchi   |     | 90+1e |
| Remplaçantes :   |    |                 |     |       |
|                  | 15 | Yuka Momiki     |     | 72e   |
|                  | 13 | Saori Takarada  |     | 90+1e |
| Sélectionneuse : |    |                 |     |       |
| Asako Takakura   |    |                 |     |       |

| Assistantes : Shirley Perello Chantal Boudreau Quatrième arbitre : Ekaterina Koroleva Cinquième arbitre : Sian Massey Arbitre vidéo : Christopher Beath Assistants arbitre vidéo : Kylie Cockburn Clément Turpin Femme du Match : Lieke Martens |

## Temps de jeu
| Joueuses         |            |            |            |            | TT         | But inscrit | Passe décisive | MJ         | MT         | Légende |
| ---------------- | ---------- | ---------- | ---------- | ---------- | ---------- | ----------- | -------------- | ---------- | ---------- | --- |
| Gardiennes       | Gardiennes | Gardiennes | Gardiennes | Gardiennes | Gardiennes | Gardiennes  | Gardiennes     | Gardiennes | Gardiennes | Abréviations et symboles : TT : Total de minutes jouées MJ : Nombre de matchs joués MT : Matchs joués en tant que titulaire : but : passe décisive : joueuse entrée : joueuse remplacée : capitaine : carton jaune : carton rouge |
| Sakiko Ikeda     | -          | -          | -          | -          | -          | -           | -              | -          | -          | Abréviations et symboles : TT : Total de minutes jouées MJ : Nombre de matchs joués MT : Matchs joués en tant que titulaire : but : passe décisive : joueuse entrée : joueuse remplacée : capitaine : carton jaune : carton rouge |
| Ayaka Yamashita  | 90         | 90         | 90         | 90         | 360        | -           | -              | 4          | 4          | Abréviations et symboles : TT : Total de minutes jouées MJ : Nombre de matchs joués MT : Matchs joués en tant que titulaire : but : passe décisive : joueuse entrée : joueuse remplacée : capitaine : carton jaune : carton rouge |
| Chika Hirao      | -          | -          | -          | -          | -          | -           | -              | -          | -          | Abréviations et symboles : TT : Total de minutes jouées MJ : Nombre de matchs joués MT : Matchs joués en tant que titulaire : but : passe décisive : joueuse entrée : joueuse remplacée : capitaine : carton jaune : carton rouge |
| Défenseures      |            |            |            |            |            |             |                |            |            | Abréviations et symboles : TT : Total de minutes jouées MJ : Nombre de matchs joués MT : Matchs joués en tant que titulaire : but : passe décisive : joueuse entrée : joueuse remplacée : capitaine : carton jaune : carton rouge |
| Rumi Utsugi      | -          | -          | -          | -          | -          | -           | -              | -          | -          | Abréviations et symboles : TT : Total de minutes jouées MJ : Nombre de matchs joués MT : Matchs joués en tant que titulaire : but : passe décisive : joueuse entrée : joueuse remplacée : capitaine : carton jaune : carton rouge |
| Aya Sameshima    | 90         | 90         | 90         | 90         | 360        | -           | -              | 4          | 4          | Abréviations et symboles : TT : Total de minutes jouées MJ : Nombre de matchs joués MT : Matchs joués en tant que titulaire : but : passe décisive : joueuse entrée : joueuse remplacée : capitaine : carton jaune : carton rouge |
| Saki Kumagai     | 90         | 90         | 90         | 90         | 360        | -           | -              | 4          | 4          | Abréviations et symboles : TT : Total de minutes jouées MJ : Nombre de matchs joués MT : Matchs joués en tant que titulaire : but : passe décisive : joueuse entrée : joueuse remplacée : capitaine : carton jaune : carton rouge |
| Nana Ichise      | -          | 90         | 90         | 90         | 270        | -           | -              | 3          | 3          | Abréviations et symboles : TT : Total de minutes jouées MJ : Nombre de matchs joués MT : Matchs joués en tant que titulaire : but : passe décisive : joueuse entrée : joueuse remplacée : capitaine : carton jaune : carton rouge |
| Moeka Minami     | 90         | -          | -          | -          | 90         | -           | -              | 1          | 1          | Abréviations et symboles : TT : Total de minutes jouées MJ : Nombre de matchs joués MT : Matchs joués en tant que titulaire : but : passe décisive : joueuse entrée : joueuse remplacée : capitaine : carton jaune : carton rouge |
| Asato Miyagawa   | -          | -          | -          | -          | -          | -           | -              | -          | -          | Abréviations et symboles : TT : Total de minutes jouées MJ : Nombre de matchs joués MT : Matchs joués en tant que titulaire : but : passe décisive : joueuse entrée : joueuse remplacée : capitaine : carton jaune : carton rouge |
| Risa Shimizu     | 90         | 90         | 90         | 90         | 360        | -           | -              | 4          | 4          | Abréviations et symboles : TT : Total de minutes jouées MJ : Nombre de matchs joués MT : Matchs joués en tant que titulaire : but : passe décisive : joueuse entrée : joueuse remplacée : capitaine : carton jaune : carton rouge |
| Shiori Miyake    | -          | -          | -          | -          | -          | -           | -              | -          | -          | Abréviations et symboles : TT : Total de minutes jouées MJ : Nombre de matchs joués MT : Matchs joués en tant que titulaire : but : passe décisive : joueuse entrée : joueuse remplacée : capitaine : carton jaune : carton rouge |
| Milieux          |            |            |            |            |            |             |                |            |            | Abréviations et symboles : TT : Total de minutes jouées MJ : Nombre de matchs joués MT : Matchs joués en tant que titulaire : but : passe décisive : joueuse entrée : joueuse remplacée : capitaine : carton jaune : carton rouge |
| Hina Sugita      | 90         | 90         | 90         | 90         | 360        | -           | -              | 4          | 4          | Abréviations et symboles : TT : Total de minutes jouées MJ : Nombre de matchs joués MT : Matchs joués en tant que titulaire : but : passe décisive : joueuse entrée : joueuse remplacée : capitaine : carton jaune : carton rouge |
| Emi Nakajima     | 74         | 90         | 90         | 72         | 326        | -           | -              | 4          | 4          | Abréviations et symboles : TT : Total de minutes jouées MJ : Nombre de matchs joués MT : Matchs joués en tant que titulaire : but : passe décisive : joueuse entrée : joueuse remplacée : capitaine : carton jaune : carton rouge |
| Mizuho Sakaguchi | -          | -          | -          | -          | -          | -           | -              | -          | -          | Abréviations et symboles : TT : Total de minutes jouées MJ : Nombre de matchs joués MT : Matchs joués en tant que titulaire : but : passe décisive : joueuse entrée : joueuse remplacée : capitaine : carton jaune : carton rouge |
| Yui Hasegawa     | 90         | 9          | -          | 90         | 189        | 1           | -              | 3          | 2          | Abréviations et symboles : TT : Total de minutes jouées MJ : Nombre de matchs joués MT : Matchs joués en tant que titulaire : but : passe décisive : joueuse entrée : joueuse remplacée : capitaine : carton jaune : carton rouge |
| Yuka Momiki      | -          | -          | -          | 18         | 18         | -           | -              | 1          | -          | Abréviations et symboles : TT : Total de minutes jouées MJ : Nombre de matchs joués MT : Matchs joués en tant que titulaire : but : passe décisive : joueuse entrée : joueuse remplacée : capitaine : carton jaune : carton rouge |
| Narumi Miura     | 90         | 90         | 28         | 90         | 298        | -           | -              | 4          | 3          | Abréviations et symboles : TT : Total de minutes jouées MJ : Nombre de matchs joués MT : Matchs joués en tant que titulaire : but : passe décisive : joueuse entrée : joueuse remplacée : capitaine : carton jaune : carton rouge |
| Attaquantes      |            |            |            |            |            |             |                |            |            | Abréviations et symboles : TT : Total de minutes jouées MJ : Nombre de matchs joués MT : Matchs joués en tant que titulaire : but : passe décisive : joueuse entrée : joueuse remplacée : capitaine : carton jaune : carton rouge |
| Mana Iwabuchi    | 33         | 66         | 90         | 90         | 279        | 1           | 1              | 4          | 3          | Abréviations et symboles : TT : Total de minutes jouées MJ : Nombre de matchs joués MT : Matchs joués en tant que titulaire : but : passe décisive : joueuse entrée : joueuse remplacée : capitaine : carton jaune : carton rouge |
| Yuika Sugasawa   | 90         | 90         | 29         | 90         | 299        | 1           | -              | 4          | 3          | Abréviations et symboles : TT : Total de minutes jouées MJ : Nombre de matchs joués MT : Matchs joués en tant que titulaire : but : passe décisive : joueuse entrée : joueuse remplacée : capitaine : carton jaune : carton rouge |
| Rikako Kobayashi | -          | 24         | 62         | -          | 86         | -           | -              | 2          | 1          | Abréviations et symboles : TT : Total de minutes jouées MJ : Nombre de matchs joués MT : Matchs joués en tant que titulaire : but : passe décisive : joueuse entrée : joueuse remplacée : capitaine : carton jaune : carton rouge |
| Saori Takarada   | 0          | -          | 5          | 0          | 5          | -           | -              | 3          | -          | Abréviations et symboles : TT : Total de minutes jouées MJ : Nombre de matchs joués MT : Matchs joués en tant que titulaire : but : passe décisive : joueuse entrée : joueuse remplacée : capitaine : carton jaune : carton rouge |
| Jun Endo         | 16         | 81         | 85         | -          | 182        | -           | 1              | 3          | 2          | Abréviations et symboles : TT : Total de minutes jouées MJ : Nombre de matchs joués MT : Matchs joués en tant que titulaire : but : passe décisive : joueuse entrée : joueuse remplacée : capitaine : carton jaune : carton rouge |
| Kumi Yokoyama    | 57         | -          | 61         | -          | 118        | -           | -              | 2          | 2          | Abréviations et symboles : TT : Total de minutes jouées MJ : Nombre de matchs joués MT : Matchs joués en tant que titulaire : but : passe décisive : joueuse entrée : joueuse remplacée : capitaine : carton jaune : carton rouge |
| Total            |            |            |            |            |            |             |                |            |            | Abréviations et symboles : TT : Total de minutes jouées MJ : Nombre de matchs joués MT : Matchs joués en tant que titulaire : but : passe décisive : joueuse entrée : joueuse remplacée : capitaine : carton jaune : carton rouge |
| Équipe du Japon  | 90         | 90         | 90         | 90         | 360        | 3           | 2              | 4          | -          | Abréviations et symboles : TT : Total de minutes jouées MJ : Nombre de matchs joués MT : Matchs joués en tant que titulaire : but : passe décisive : joueuse entrée : joueuse remplacée : capitaine : carton jaune : carton rouge |

### Autres références
1. ↑  « Coupe du monde féminine. Découvrez tous les maillots des équipes en lice », sur ouest-france.fr, 3 juin 2019 (consulté le 19 janvier 2020)
2. ↑  (ja) « なでしこジャパンの高倉麻子監督がFIFA女子ワールドカップに向けてメンバーを発表　～国際親善試合 対スペイン女子代表（6/2＠ル・トゥケ）、FIFA女子ワールドカップ フランス 2019 », Fédération japonaise de football,‎ 11 mai 2019